# Liste der Biografien/Laus
Liste der Biografien |
Portal Biografien |
Personensuche
# |
A |
B |
C |
D |
E |
F |
G |
H |
I |
J |
K |
L |
M |
N |
O |
P |
Q |
R |
S |
T |
U |
V |
W |
X |
Y |
Z |
?
 
La |
Lb |
Lc |
Le |
Lg |
Lh |
Li |
Lj |
Ll |
Lm |
Lo |
Lp |
Lt |
Lu |
Lv |
Lw |
Lx |
Ly |
Lz
 
Laa |
Lab |
Lac |
Lad |
Lae–Lah |
Lai |
Laj |
Lak |
Lal |
Lam |
Lan |
Lao |
Lap |
Laq |
Lar |
Las |
Lat |
Lau |
Lav |
Law |
Lax |
Lay |
Laz
 
Laua |
Laub |
Lauc |
Laud |
Laue |
Lauf |
Laug |
Lauh |
Laui |
Lauj |
Lauk |
Laul |
Laum |
Laun |
Laup |
Laur |
Laus |
Laut |
Lauv |
Lauw |
Laux |
Lauz
Die Liste der Biografien führt alle Personen auf, die in der deutschsprachigen Wikipedia einen Artikel haben. Dieses ist eine Teilliste mit 64 Einträgen von Personen, deren Namen mit den Buchstaben „Laus“ beginnt.

## Laus
- Laus, Camille (* 1993), belgische Sprinterin
- Laus, Heinrich (1872–1941), deutsch-tschechischer Naturwissenschaftler und Pädagoge
- Laus, Paul (* 1970), kanadischer Eishockeyspieler
- Laus, Zina (* 1997), deutsche Synchron- und Hörspielsprecherin
- Laus-Schneider, Pia (* 1968), deutsch-italienische Dressurreiterin

### Lausa
- Lausarot, Ariel (* 1952), uruguayischer Politiker
- Lausarot, Rudi (* 1975), uruguayischer Sportschütze

### Lausb
- Lausberg, Heinrich (1912–1992), deutscher Romanist und Rhetoriker
- Lausberg, Marion (* 1946), deutsche Altphilologin
- Lausberg, Michael (* 1972), deutscher Sozialwissenschaftler
- Lausberg, Peter Joseph (1852–1922), deutscher Geistlicher, Weihbischof in Köln
- Lausberg, Sören (* 1969), deutscher Radsportler

### Lausc
- Lausch, Christian (* 1969), österreichischer Beamter und Politiker (FPÖ), Abgeordneter zum Nationalrat
- Lausch, Ernst (1836–1888), deutscher Pädagoge und Schriftsteller
- Lausch, Heinz (1920–1996), deutscher Schauspieler und Synchronsprecher
- Lausch, Josef (* 1970), deutscher Politiker (Freie Wähler), MdL
- Lausch, Joseph, österreichischer Jurist und Politiker
- Lausch, Klaus (* 1964), deutscher Motorrad-Bahnrennfahrer
- Lausch, Norman (1975–2005), deutscher Gleitschirmpilot
- Lauscha, Georg (* 1987), österreichischer Radrennfahrer
- Lauscha, Rudolf junior (* 1956), österreichischer Radrennfahrer
- Lauscha, Rudolf senior (* 1925), österreichischer Radrennfahrer
- Lausche, Frank J. (1895–1990), US-amerikanischer Politiker
- Lauscher, Albert (1872–1944), deutscher Geistlicher, Theologe, Hochschullehrer und Politiker (Zentrum), MdR, MdL
- Lauscher, Detlev (1952–2010), deutscher Fußballspieler
- Lauscher, Elvira (* 1965), deutsche Schriftstellerin, Journalistin, Aphoristikerin und Künstlerin
- Lauscher, Ernst Josef (* 1947), österreichischer Filmemacher und Schriftsteller
- Lauscher, Fritz (1908–1996), österreichischer Politiker (KPÖ), Landtagsabgeordneter
- Lauscher, Hans (1904–1981), deutscher Jurist und Politiker (CDU), MdL
- Lauscher, Regan (* 1980), kanadische Rennrodlerin
- Lauschke, Karl (* 1950), deutscher Historiker
- Lauschner, Erwin (1911–1996), deutscher Sanitätsoffizier und Flugmediziner

### Lause
- Lause, Alessija (* 1980), deutsche Schauspielerin
- Lause, Hermann (1939–2005), deutscher SchauspielerHermann Lause (1939–2005)

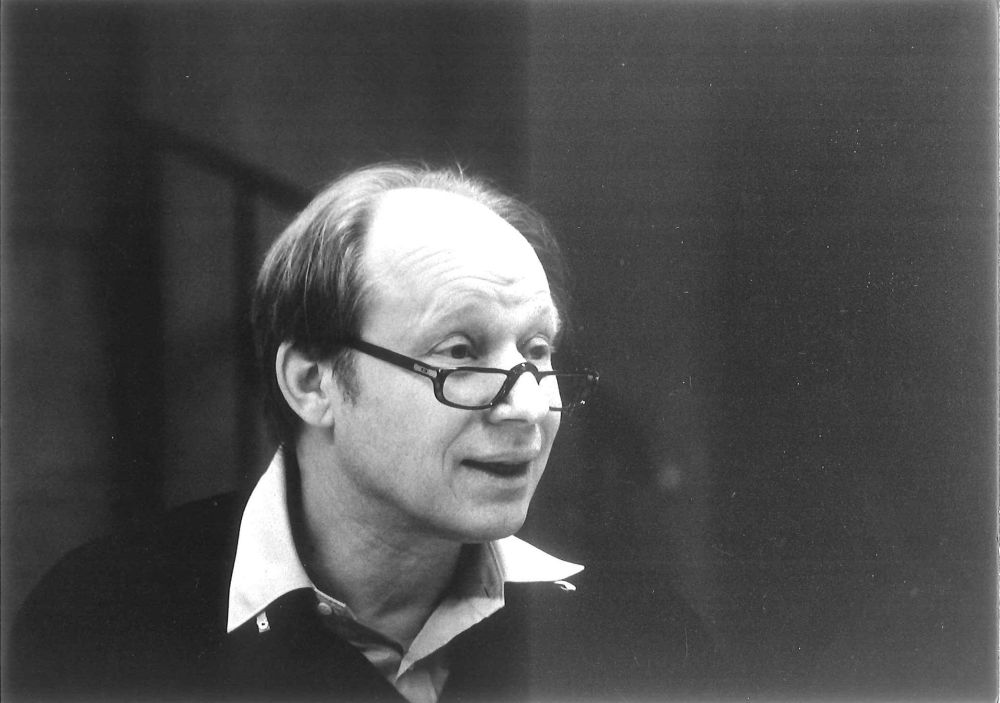
Hermann Lause (1939–2005)

- Lause, Jens (* 1968), deutscher Handballspieler
- Lausecker, Karl (1928–2015), österreichischer Politiker (SPÖ), Abgeordneter zum Nationalrat
- Lauseger, Klemen (* 1982), slowenischer Biathlet
- Lausegger, Gerhard (1915–1966), österreichischer SS-Offizier
- Lausen, Gerd (1928–1993), deutscher Politiker (CDU), MdL, Landesminister in Schleswig-Holstein
- Lausen, Helmut (* 1952), deutscher Fußballspieler
- Lausen, Jens (1937–2017), deutscher Maler, Grafiker und Lyriker
- Lausen, Uwe (1941–1970), deutscher Maler
- Lausen, Willi (1901–1972), deutscher Politiker (SPD), MdL, MdB
- Lausen, Wolfgang (* 1950), deutscher Fußballspieler
- Lauser, Paul (1850–1927), Architekt, Architekturmaler, Hochschulprofessor für Ornamentik
- Lauser, Viktor († 1535), Benediktiner und Abt der Abtei Niederaltaich (1534–1535)
- Lauser, Wilhelm (1836–1902), deutscher Publizist und Historiker

### Lausk
- Lauska, Caroline (1787–1871), deutsche Malerin
- Lauska, Franz (1764–1825), deutscher Pianist mährischer Herkunft, Komponist und Lehrer von Giacomo Meyerbeer

### Lausm
- Laušman, Bohumil (1903–1963), tschechoslowakischer Minister und Parteifunktionär

### Lauss
- Laussch, Thorsten (* 1964), deutscher Schauspieler, Fernseh- und Rundfunkmoderator, Sprecher, Sänger, Autor und Entertainer
- Laussedat, Aimé (1819–1907), französischer Offizier und Wissenschaftler
- Lausseigh, André (1900–1972), französischer Langstreckenläufer

### Laust
- Lauste, Eugène Augustin (1857–1935), französischer Elektromechaniker
- Lausten, Martin Schwarz (* 1938), dänischer Kirchenhistoriker
- Lausten, Thorbjørn (* 1945), dänischer Künstler
- Lauster, Imanuel (1873–1948), deutscher Techniker und Manager
- Lauster, Jörg (* 1966), deutscher evangelischer Theologe
- Lauster, Peter (* 1940), deutscher Psychologe
- Lausterer, Hugo (* 1890), deutscher SS-Scharführer im KZ Dachau
- Lausterer, Karl (1862–1941), deutscher Oberamtmann
- Lauströer, Olaf (* 1962), deutscher Architekt und Hochschullehrer
- Laustsen, Dan (* 1954), dänischer Kameramann

### Lausu
- Lausund, Ingrid (* 1965), deutschsprachige Theaterautorin, Regisseurin und DrehbuchautorinIngrid Lausund (* 1965)

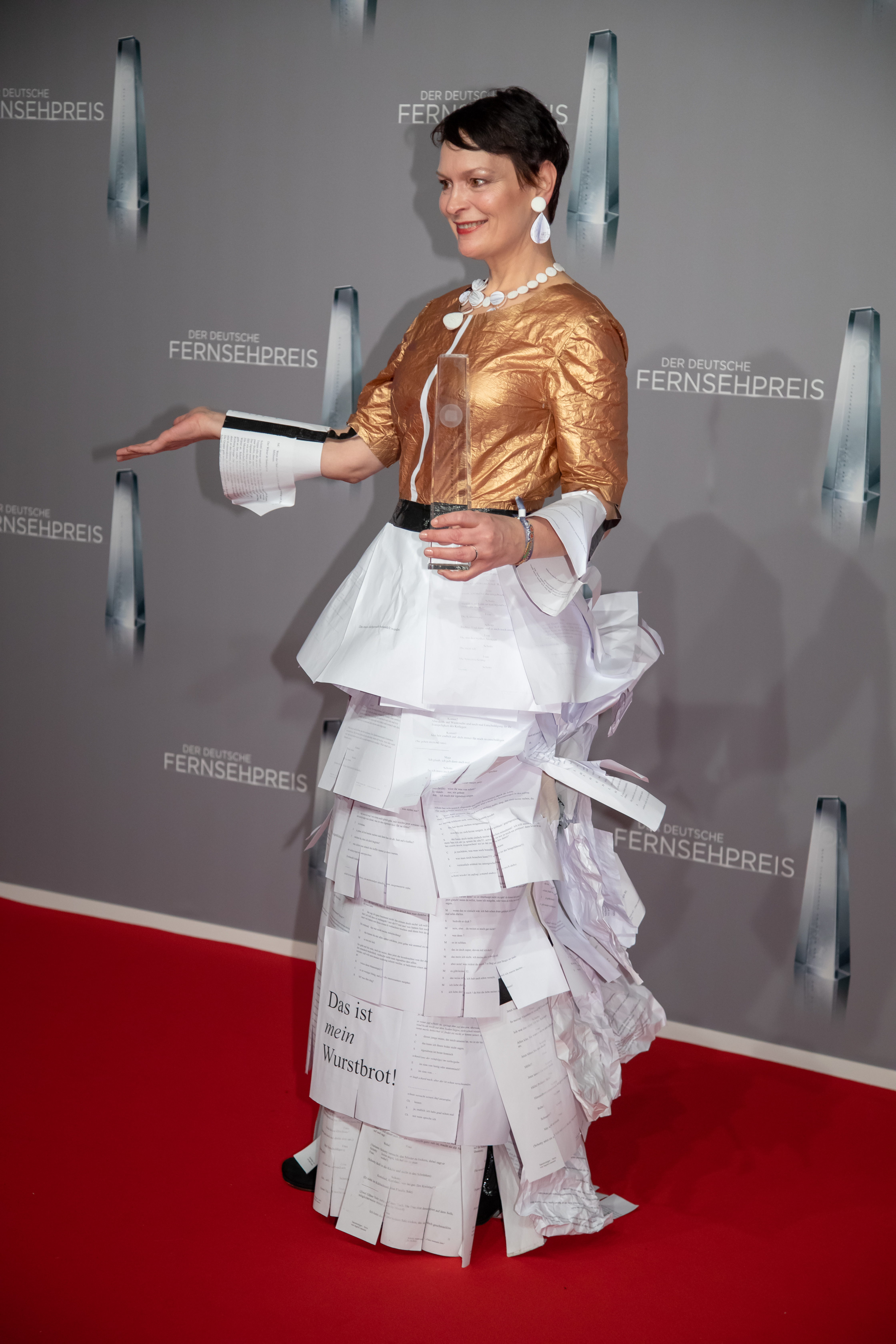
Ingrid Lausund (* 1965)